# Piesmatidae
Piesmatidae Amyot & Serville, 1843, è una piccola famiglia di insetti Pentatomomorfi dell'ordine Rhynchota Heteroptera, superfamiglia Lygaeoidea, comprendente circa 40 specie.

## Descrizione
I Piesmatidae sono insetti di piccole dimensioni, con corpo non più lungo di 5 mm. Hanno capo con antenne e rostro composti da 4 segmenti. Gli ocelli sono presenti nelle forme alate. Il pronoto e le emielitre hanno il tegumento ornato da una reticolatura e una densa punteggiatura, ricordando nell'aspetto i Tingidi. Le zampe sono relativamente brevi ed hanno tarsi composti da due segmenti. L'addome ha stigmi tutti dorsali.

## Importanza e diffusione
Questi insetti sono fitofagi e si nutrono a spese delle foglie, degli steli e dei fiori. Sono presenti in tutte le principali regioni zoogeografiche della Terra, con particolare diffusione nella paleartica, nella neartica e nell'afrotropicale.
Specie di interesse agrario, facenti capo al genere Piesma, risultano dannose in quanto potenziali vettori di Virus. Tale comportamento è attribuito, ad esempio, alle specie Piesma cinereum, nel Nordamerica, e Piesma quadrata, in Europa. Entrambe le specie, associate alle Chenopodiacee, possono trasmettere virosi alla barbabietola da zucchero. P. quadrata è citato come vettore del virus dell'arricciamento fogliare o accartocciamento risultando particolarmente dannosa nell'Europa centrale.

## Sistematica e diffusione
La famiglia comprende 44 specie distribuite in 6 generi. Sistematicamente si suddivide in due sottofamiglie:
- Piesmatinae
- Psamminae

L'inquadramento sistematico di questa famiglia è piuttosto incerto. Fu inizialmente messa in relazione con i Tingidi (Rhynchota: Cimicomorpha), ma in seguito, sulla base della presenza di tricobotri addominali, la famiglia fu inserita fra i Pentatomomorpha. Controversa è la posizione all'interno dell'infraordine: diverse fonti includono la famiglia in una superfamiglia a parte (Piesmatoidea), altre nella superfamiglia Lygaeoidea, in accordo con l'inquadramento sistematico di HENRY (1997) proposto su base filogenetica.
Incerta è anche la suddivisione dei generi, in quanto alcuni sottogeneri di Piesma, il più rappresentativo, sono elevati da alcune fonti al rango di genere.